# Edmond Demolins
Edmond Demolins. (Marsella, 23 de gener de 1852 - Caen, 27 de juliol de 1907) fou un historiador, sociòleg i pedagog francès impulsor de l'Escola Nova.

## Dedicació a la història i a la sociologia
Ja des de jove Edmond Demolins s'interessà per la història. Es dedicà especialment a fer recerca sobre el sorgiment del municipalisme a l'edat mitjana. Es formà en cursos a École des Chartes, on fa amistat amb Dom Guéranger, abat de Solesmes qui el posarà en contacte amb Frédéric Le Play l'any 1874. Del qual serà destacat deixeble. El grup de treball que es formà entorn de Le Play es dedicà a la recerca. Fruit de la qual fou El Programme de gouvernement et d'organisation sociale d'après l'observation comparée des divers peuples publicat el 1881. El 1884 publica Le-Play et son oeuvre de réforme sociale on recull la metodologia d'anàlisi sociològica i antropològica així com les propostes socials i polítiques del seu mestre.
Es bolcarà al conreu de la història amb l'objectiu de construir una història científica allunyada d'interpretacions tant reaccionàries com revolucionaries transportant el mètode elaborat per Le Play a l'estudi del passat i, concretament, a l'època medieval. Tot interessant-se pel rol de la burgesia en l'assoliment de les llibertats individuals i col·lectives. Estudis aplegats al seu llibre Le mouvement communal et municipal au Moyen Âge. Essai sur l'origine, le développement et la chute des libertés publiques en France. Per abordar posteriorment una gran obra de síntesis històrica la Histoire de France, depuis les premiers temps jusqu'à nos jours d'après les sources et les travaux récents publicada en quatre volums entre 1879 i 1880.

## Particularisme, reforma social i educació
Edmond Demolins fou fortament influït pel metratge de Frédéric Le Play, que ell coneix després de 1870 a la caiguda del Segon Imperi i la instauració de la República. Compartirà amb el seu mestre la visió de què cal impulsar l'aparició d'una classe dirigent per a restaurar la pau social i la prosperitat. Sota l'influx de Le Play es fundà la revista La Réforme sociale de la qual és redactor en cap Edmond Demolins.
Després de la mort de Le Play, Demolins iniciarà una estreta col·laboració amb Henri de Tourville amb qui organitzarà el 1883 un curs de Ciència Social dins la Societat de Geografia. Entre 1885 i 1892 Demolins i Tourville elaboraren una nova teoria social que anomenaren "particularisme". Una interpretació que defensa una societat basada en el foment de la iniciativa privada, individual i col·lectiva en enfront del poder estatal o comunitari que cal limitar. Un posicionament que Demolins va brillantment divulgar a través del seu llibre À quoi tient la supériorité des Anglo-Saxons?, de 1897, que esdevingué no sols un gran èxit editorial sinó, també un gran revulsiu per a la societat francesa del seu temps. El balanç negatiu que aquest llibre feia de la sacietat francesa enfront de la britànica es devia al fet que aquesta darrera era "particularista" on els individus i els grups gaudien d'una àmplia autonomia i llibertat respecte als poders centrals i l'estat. Per a Demolins el camí per transformar una societat "comunitària" en "particularista" passava forçosament per una nova educació que formi ciutadans habituats al self-help, a ajudar-se i valer-se per si mateixos. Capaços d'iniciatives autònomes i d'assumir-ne les conseqüents responsabilitats. Per això era contrari al socialisme com a organització social, ja que potenciava l'opressió des de l'estat i reduïa la iniciativa i llibertat de la persona.

## L'École des Roches
Per fer possible i realitzar aquest objectiu de reforma social, Edmod Demolins fundava el 1899 l'École des Roches, inspirant-se en les grans escoles britàniques que havia conegut de ben a prop. Ja un any abans anuncià la seva fundació publicant el llibre L'Éducation nouvelle : L'École des Roches. Aquesta publicació és, de fet, un programa a portar a terme. Amb consideracions remarcables com ara el capítol tercer sobre "El tipus nou de professor i d'escola".

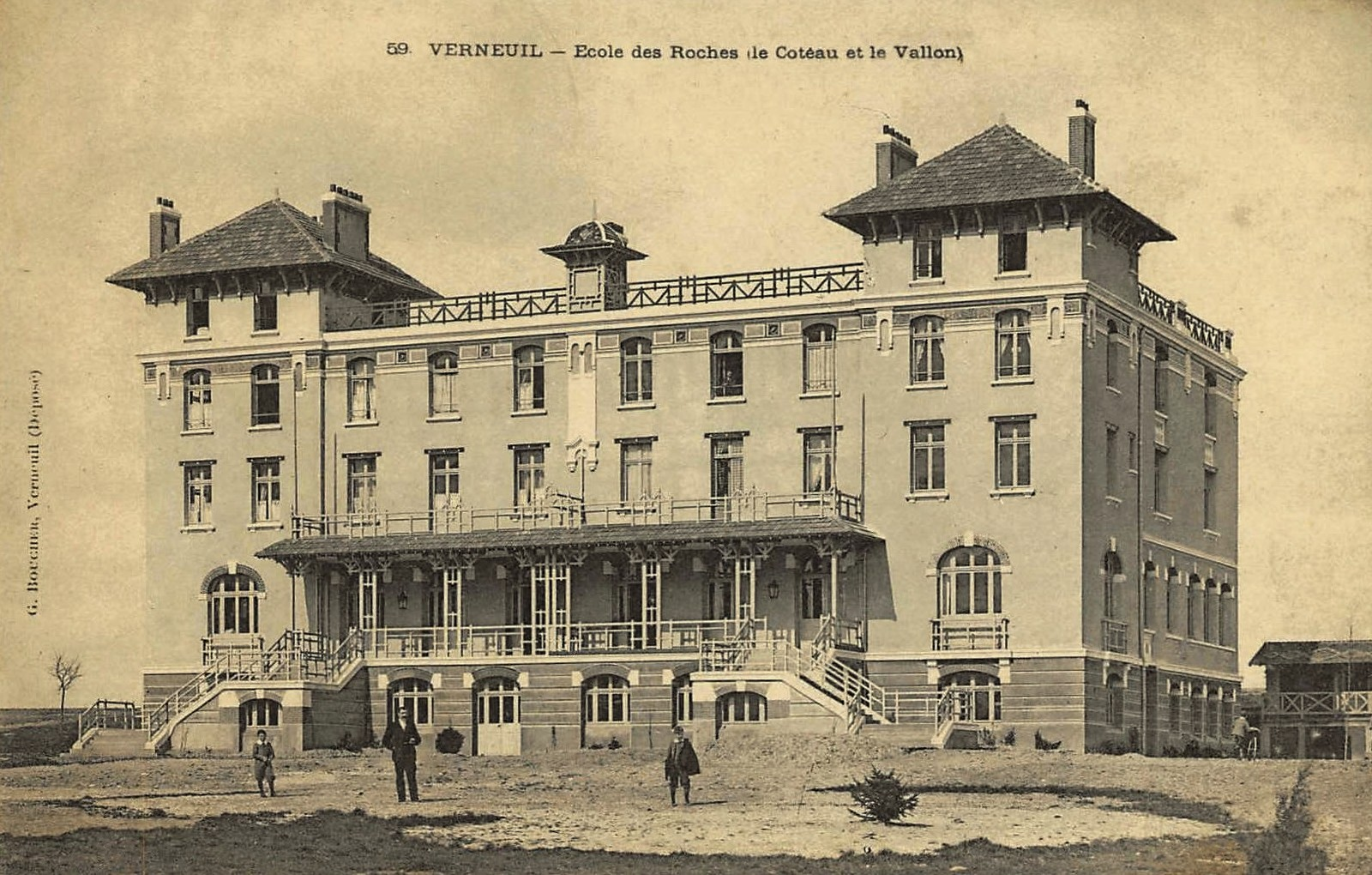
L'École des Roches vers l'any 1900

Sota la divisa de la institució "ben armats per a la vida", creà aquesta primera escola nova de França amb l'ajut econòmic de rellevants personalitats i la contribució econòmica determinat de la seva esposa. La institució fou un gran èxit tant a França com a altres països. Al cap de poc temps Georges Bertier era el seu director. El qual la consolidà com a l'escola de referència de l'Escola Nova. Seguint les petjades de l'École de les Roques sorgiren altres escoles com l'École de l'Ille de France (1901) o el College de Normandie (1902).
L'École des Roches era una escola d'iniciativa privada i s'adreçava a la formació d'unes noves elits. Situada en plena natura, en règim d'internat, en un gran parc de 24 hectàrees a Verneuil‐sur‐Avre a Normandia. Demolins hi bastí una escola que es constituí en el prototipus de l'educació activa en oposició a l'escola llibresca i abstracte del model educatiu vigent a la França del seu temps. Aquella institució escolar fundada el 1899 continua ben viva al segle XXI, seguint amb la seva tasca educadora amb les adequacions. que els temps han demandat.

## Reformar l'escola per reformar la societat
Pensava Edmond Demolins que el sistema escolar francès tenia la vista posada més en el passat que al present. Es basava en el formalisme i la passivitat i semblava pensat per a la formació de funcionaris per a la metròpoli i les colònies. Educant els escolars per obeir. L'escola francesa era incapaç de formar persones en la seva individualitat. Calia donar a aquesta individualitat preferència sobre la comunitat i tot fomentant la independència de la vida privada sobre l'ambició política.
Això només era possible en països com Gran Bretanya, una societat amb educació individualista. On l'individu no estava al servei de la nació, sinó més aviat la nació era al servei de l'individu i l'educació s'adreçava a la creació de caràcters, el desenvolupament d'iniciatives i d'independència. En resum, tenia prioritat l'assoliment d'objectius aconseguits per un esforç propi sense l'ajut d'altres mitjans; en definitiva, educar homes per fer front per si mateixos a totes les dificultats i riscos de la vida real. Calia edificar la nova escola sobre una visió integral de la persona fomentant l'espontaneïtat, l'observació i la investigació de l'alumne dins un ambient familiar i de llibertat. Tot estimulant l'autogovern, l'enduriment corporal i del caràcter i l'ideal de "cavallerositat" de l'educació britànica.

## Obres
- Le mouvement communal et municipal au Moyen Âge. Essai sur l'origine, le développement et la chute des libertés publiques en France. París: Didier et Cie., 1875.
- Histoire de France, depuis les premiers temps jusqu'à nos jours d'après les sources et les travaux récents T. 1, Les origines, París: Societé Bibliographique, 1879.
- Histoire de France, depuis les premiers temps jusqu'à nos jours d'après les sources et les travaux récents T. 2, La monarchie féodale, París: Societé Bibliographique, 1879.
- Histoire de France, depuis les premiers temps jusqu'à nos jours d'après les sources et les travaux récents T. 3, La monarchie moderne, París: Societé Bibliographique, 1880.
- Histoire de France, depuis les premiers temps jusqu'à nos jours d'après les sources et les travaux récents T. 4, La Révolution et les monarchies contemporaines, París : Societé Bibliographique, 1880.
- Le Play et son oeuvre de réforme sociale, Paris: Réforme sociale, 1884.
- Comment élever et établir mes enfants?, Paris : Firmin-Didot, 1893.
- À quoi tient la supériorité des Anglo-Saxons ?, París: Librairie de Paris, 1898.
- L'Éducation nouvelle : L'École des Roches, Paris, Firmin Didot, 1898.
- Les grandes routes des peuples, essai de géographie sociale: Comment la route crée le type social. Paris, Firmin Didot & cie, 1901.
- A-t-on intérêt à s'emparer du Pouvoir ?, París,Firmin-Didot, 1905,
- Les Français d'aujourd'hui - Les types sociaux du Midi et du Centre, París, Firmin-Didot, s.d.